# Frank Frazetta
Frank Frazetta (Brooklyn, Nueva York, 9 de febrero de 1928 - 10 de mayo de 2010) fue un pintor, historietista e ilustrador estadounidense, especializado en ciencia ficción y fantasía. Sus diseños marcaron época en series como Conan y Mad Max y fueron copiados por ilustradores de género en todo el mundo.

## Biografía
A la edad de ocho años, ante la insistencia de sus profesores, sus padres lo matricularon en la Brooklyn Academy of Fine Arts, a la que acudió durante ocho años. Su talento era tal que su profesor, Michael Falanga, quiso llevárselo a Europa para que prosiguiera sus estudios. Sin embargo Falanga murió en 1944, por lo que su plan nunca se llevó a cabo.
Publicó sus primeras historias en comic-books (The Snowman) en 1944 a la temprana edad de 16 años. Más tarde hizo series para DC Comics ("The Shining Knight" en Adventure Comics), ME ("White Indian" en Durango Kid), las cubiertas ahora clásicas de Buck Rogers, y también fue negro de Dan Barry en la serie Flash Gordon.
Se alejó, sin embargo, del arte para meterse en el mundo del béisbol, pero sin frutos, y decidió volver al cómic a fondo tras trabajar unos años con Al Capp. 

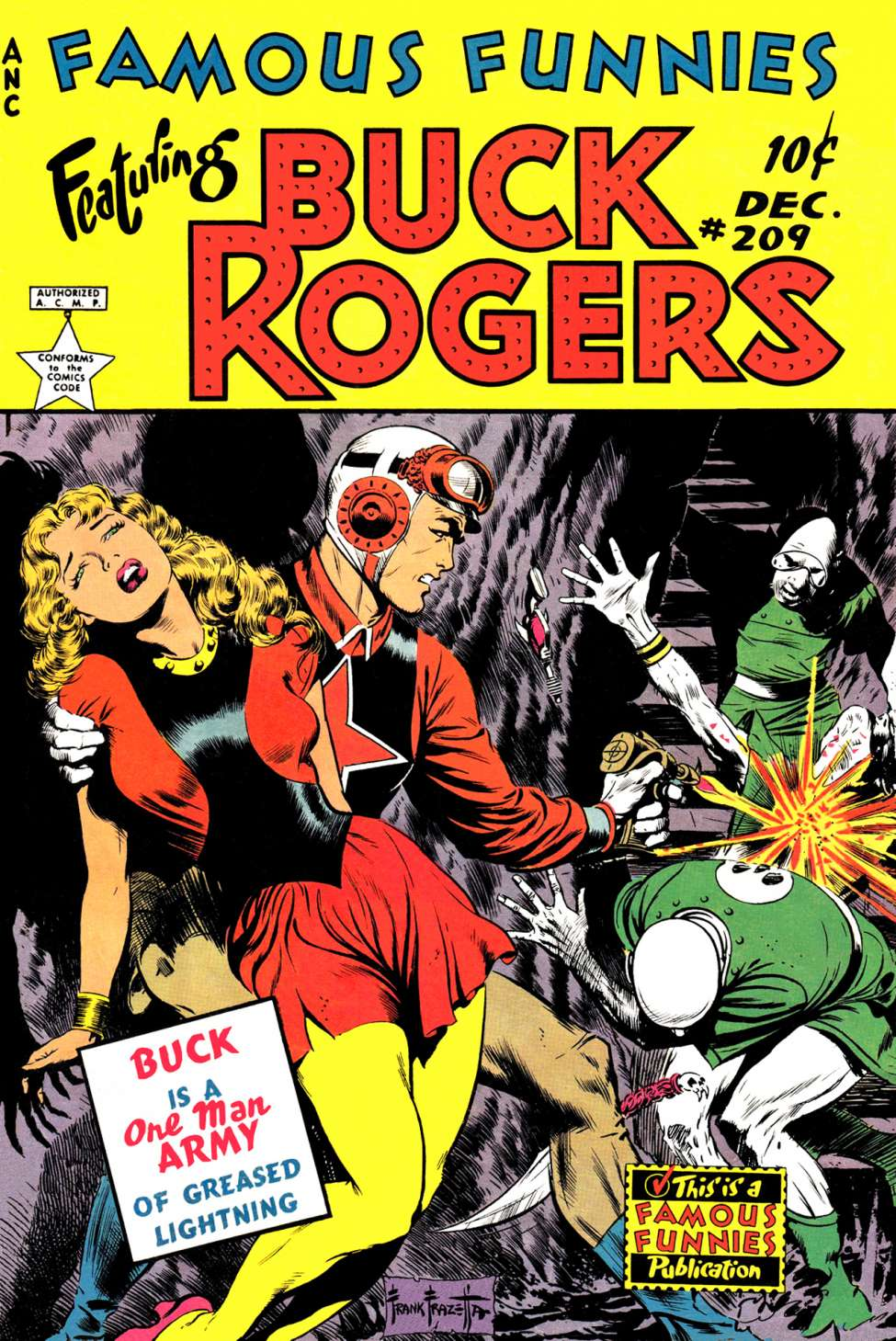
Portada del número 209 de Famous Funnies (diciembre de 1953), dibujada por Frank Frazetta.

En los años 60 tuvo que empezar de nuevo, logrando entre 1965 y 1973, con Warren Publishing, otra explosión creativa que ha dejado una amplia huella en muchos de los ilustradores de Ciencia ficción actuales (Jeff Jones, Berni Wrightson, Michael Whelan, Don Maitz, Boris Vallejo, etc.) quienes fueron llevados, inspirados o instruidos en pintar en este estilo "Frazetta" tan nuevo y dinámico. Trabajó de cartelista en las películas ¿Qué tal, Pussycat?, Tras la pista del zorro, El baile de los vampiros y Ruta suicida, entre otras.
Los años posteriores supusieron una consolidación en su labor artística produciendo una serie de libros que recogen lo mejor de su arte.
Frank Frazetta murió el 10 de mayo de 2010, a la edad de 82 años, víctima de un derrame cerebral.